# AKB49: Renai Kinshi Jourei
AKB49: Renai Kinshi Jourei (AKB49〜恋愛禁止条例〜 AKB49 Renai kinshi jourei) er en mangaserie baseret på den kvindelige japanske idolgruppe AKB48. Serien tegnes af Reiji Miyajima og er baseret på historier af Motoazabu Factory. Historien er set fra Minoru Urayamas synspunkt, et fiktivt 12. generations Kenkyuusei-medlem. Virkelige medlemmer af AKB49 optræder også af og til i biroller.
AKB49: Renai Kinshi Jourei startede i den 39. udgave af Weekly Shounen Magazine 25. august 2010, hvor den gik indtil 20. januar 2016, hvor det sidste kapitel blev bragt i nr. 8/2016. Den blev sideløbende samlet i 29 bind. Serien er ikke oversat til dansk.
I 2014 blev de fem første bind omsat til en musical, der blev opført i en uge i september 2014 med forskellige medlemmer af AKB48 og dets søstergrupper i rollerne.

## AKB48
AKB48 er en virkelig kvindelig japansk idolgruppe, der optræder stort set hver dag i et eget teater i bydelen Akihabara i Tokyo. Navnet er dels en forkortelse for Akihabara og dels målsætningen om 48 idoler. I praksis er der dog væsentligt flere, idet der pr. august 2015 var 81 medlemmer fordelt på de fire hold A, K, B og 4, der optræder på skift. Til målgruppen hører otakuer (dedikerede fans eller nørder alt efter hvordan man opfatter dem), men AKB48 er også kendt i den brede offentlighed, og deres cd'er har opnået en række førstepladser på hitlisterne. Konceptet er desuden blevet yderligere udbredt med søstergrupperne SKE48 i Sakae, Nagoya, NMB48 i Namba, Osaka, HKT48 i Hakata, Fukuoka, JKT48 i Jakarta og SNH48 i Shanghai. Til selve AKB48 hører desuden Kaigai Iseki, en gruppe på fem medlemmer der tager rundt til de forskellige søstergrupper som reklamefremstød, idet tre af dem samtidig er medlem af de normale hold. Endelig er der så holdet Kenkyuusei, som der holdes regelmæssige auditions til, og hvor potentielle fremtidige medlemmer kan samle erfaring. Disse optræder også med egne shows men kan også springe ind, hvis et af de ordinære medlemmer har forfald.

## Plot
For at støtte sin hemmelige kærlighed Hiroko Yoshinaga i hendes forsøg på at blive optaget i AKB48, forklæder Minoru Urayama sig som pige under navnet Minori Urakawa og deltager i samme audition som hende. Med det resultat at de begge bliver medlemmer af den 12. generation af Kenkyuusei hos AKB48. Gruppens producer Yasushi Akimoto kan lide Minorus hårdtarbejdende attitude og gør ham derfor til det centrale medlem ved Kenkyuusei-medlemmernes forestillinger. Men Akimoto er også en ynder af umulige opgaver og giver Kenkyuusei-medlemmer et ultimatum: indenfor to måneder skal de fylde et teater til sidste plads med billetpriser til 10.000 yen stykket, hvis det ikke lykkes, vil den 12. generation af Kenkyuusei blive opløst.

## Personer
- Minoru Urayama (浦山 実 Urayama Minoru) / Minori Urakawa (浦川 みのり Urakawa Minori) - Den mandlige hovedperson og et 12. generations Kenkyuusei-medlem af den kvindelige idolgruppe AKB48, hvor han går undet det kvindelige navn Minori Urakawa. Oprindelig havde Minoru ingen interesse i AKB48, og på grund af det lo hans klassekammerater, der alle var store fans af gruppen, af ham. Men for at hjælpe sin klassekammerat Hiroko, som han hemmeligt var forelsket i, forklædte Minoru sig som pige og deltog i en audition sammen med hende. Men efter at have hjulpet Hiroko med at klare hendes audition, endte han utilsigtet med også at blive valgt af AKB48's producer Yasushi Akimoto. Stort set ingen mistænkte ham for at være en dreng, fordi han havde et ansigt, der så pænt ud. Til gengæld forvekslede Yuko Oshima ham ofte med et andet AKB48-medlem, Sae Miyazawa. Kun Mayu Watanabe mistænkte ham åbent for at være en dreng men blev overbevist af hans forklaring om, at han så ud som en, fordi han arbejdede i en butler cafe, hvor kunderne netop serviceres af kvinder klædt som butlere. Akimoto ved dog godt, at han er en dreng, men siger det hverken til ham eller andre og lader ham i stedet blive i gruppen, fordi han føler, at Minoru kompenserer for de karaktertræk, de andre piger mangler. Atsuko Maeda ved også at han er en dreng men siger til ham, at hun aldrig vil afsløre det.

- Hiroko Yoshinaga (吉永 寛子 Yoshinaga Hiroko) - et 12. generations Kenkyuusei-medlem af AKB48. Hun er en stor fan af idolgruppen, især af det ledende medlem Atsuko Maeda. Hun blev meget sur på hvem som helst, der kritiserede Maeda. Hun bestod auditionen til 12. generation Kenkyuusei, da hun stod op og forsvarede Maeda, da Minoru kritiserede Maeda, da han blev stillet spørgsmålet "hvem er dit yndlings AKB48-medlem?". Hiroko er en bogorm, der hader sport, og bliver jævnligt træt af Kenkyuusei-medlemmernes dansetræning med det resultat, at hun jævnligt får kvæstelser. Men hun arbejder også hårdt og bliver jævnligt efter den egentlige træning for at fortsætte med at danse sammen med Minoru. Som tiden går lønner hendes hårde arbejde sig, og hendes danseevner forbedres i høj grad.

- Ai Okabe (岡部 愛 Okabe Ai) - et 11. generations Kenkyuusei-medlem af AKB48. Hun er et talent, når det handler om at danse og synge, men er også meget ambitiøs og selvcentreret. Hun så "Minori" som en fjende, efter at han overtog hendes plads som det centrale medlem i Kenkyuuseis forestillinger, og prævede endda at sabotere ham både under og udenfor forestillingerne. Men efter at han konstant slap uskadt fra hendes sabotage og endda reddede hende fra et forkludret sabotageforsøg, endte hun modvilligt med en våbenhvile med ham. Med tiden presses hun til at erkende, at Minoru er et bedre centralt medlem end hende grundet hans karisma og hårdtarbejdende attitude, om end hun stadig er reserveret i forhold til de andre Kenkyuusei-medlemmer.

- Haruko Mizuno (水野 春子 Mizuno Haruko) - et 12. generations Kenkyuusei-medlem af AKB48. Hun kommer fra Fukuoka og bor i pensionatet for AKB48's Kenkyuusei-medlemmer, hvor hun bliver værelseskammerat med Hiroko, efter at denne var blevet hjemløs efter en konfrontation med sin far. Hun har en optimistisk personlighed og har stor tiltro til Minoru som det centrale medlem af Kenkyuusei.

- Taichi Kijima (喜嶋 太一 Kijima Taichi) - Manager for gruppen "Gekoku Jou" som Minoru Urayama, Hiroko Yoshinaga og Ai Okabe udgør i en periode. Han er høj og flot men også meget klodset og bliver nemt viklet ind i uheld. Han imidlertid ekstremt dedikeret til sit arbejde og tror fuldt og fast på arbejdet med at gøre gruppen til det ypperste. Han beskrives som "en der til fulde forstår en idols smerter og fortrydelse."

- Tadamoto Kisaki (妃 忠祖 Kisaki Tadamoto) - En mystisk gammel mand der tilsyneladende er vicevært, mens som i virkeligheden er direktør for Queen Records, firmaet der står bag "Gekoku Jou".

### Virkelige personer
- Minami Takahashi (高橋 みなみ Takahashi Minami) - Leder af AKB48's hold A.
- Haruna Kojima (小嶋 陽菜 Kojima Haruna) - Medlem af AKB48's hold A.
- Mariko Shinoda (篠田 麻里子 Shinoda Mariko) - Medlem af AKB48's hold A.
- Atsuko Maeda (前田 敦子 Maeda Atsuko)[3] - Medlem af AKB48's hold A. Hun portrætteres som et meget hårdtarbejdende medlem, der krediteres for at have gjort gruppen berømt. Men efter at hun optrådte uentusiastisk i en række koncerter, begyndte folk at kritisere hende for at være doven, og hendes popularitet begyndte at falde. Hun er Hiroko Yoshinagas yndlingsidol i gruppen, og grunden til at hun selv søgte om at blive Kenkyuusei-medlem.
- Rino Sashihara (指原 莉乃 Sashihara Rino) - Medlem af AKB48's hold A.
- Sayaka Akimoto  (秋元 才加 Akimoto Sayaka) - Leder af AKB48's hold K.
- Minami Minegishi (峯岸 みなみ Minegishi Manami) - Medlem af AKB48's hold K.
- Tomomi Itano (板野 友美 Itano Tomomi) - Medlem af AKB48's hold K.
- Sae Miyazawa (宮澤 佐江 Miyazawa Sae) - Medlem af AKB48's hold K. I virkelighedens verden blev hun i 2014 udvalgt til at spille hovedrollen som Minoru/Minori i en musical bygget over mangaen.
- Yuuko Ooshima (大島 優子 Ooshima Yuuko)[2] - Medlem af AKB48's hold K. Hun sås første gang i mangaen, da Minoru Urayama ved et uheld forvildede sig ind i AKB48's omklædningsrum og overraskede hende.[2] I et interview sagde hun "at da hun læste mangaen, følte hun det, som om hun var i det omklædningsrum, mangaken havde tegnet."[2]
- Yuki Kashiwagi (柏木 由紀 Kashiwagi Yuki) - Leder af AKB48's hold B.
- Mayu Watanabe (渡辺 麻友 Watanabe Mayu) - Medlem af AKB48's hold B.
- Yasushi Akimoto (秋元 康 Akimoto Yasushi) - AKB48's producer der også optræder i denne rolle i mangaen.
- Tomonobu Togasaki (戸賀崎 智信 Togasaki Tomonobu) - Manager for AKB48's teater.

## Manga
AKB49: Renai Kinshi Jourei blev annonceret første gang af AKB48's producer Yasushi Akimoto 5. august 2010. Det debuterede i den 39. udgave af Weekly Shounen Magazine, der udkom 25. august 2010, og gik der indtil 20. januar 2016, hvor det sidste kapitel blev bragt i nr. 8/2016. Sideløbende er serien også blevet samlet i 29 bind af forlaget Kodansha fra 17. december 2010. til 17. marts 2016. Hvert bind er udsendt både i en almindelig udgave og i en dyrere eksklusiv udgave. Hovedpersonen Minoru Urayama optræder på forsiden af de første 24 bind, ofte som sit kvindelige alter-ego Minori Urakawa, og altid med en af de rigtige idoler fra AKB48 eller en af søstergrupperne som den primære del af motivet. Fra bind 25 har forsiden på skift været prydet af en af de fiktive figurer alene.
AKB49: Renai Kinshi Jourei er den første manga til at blive baseret på gruppen AKB48, om end nogle af dens medlemmer også har optrådt i mangaerne Den no Uyugi Club og Ugirino. I 2012-2013 blev der desuden udsendt en science fiction animeserie AKB0048 og fire forugående mangaer, der alle ligeledes er baseret på AKB48, men som ellers ikke har noget at gøre med AKB49: Renai Kinshi Jourei.

### Bind
| Bind | Udgivet i Japan    | Japansk ISBN (almindelig udgave) | Japansk ISBN (eksklusiv udgave) | Idol på forside  |
| ---- | ------------------ | -------------------------------- | ------------------------------- | ---------------- |
| 1    | 17. december 2010  | ISBN 978-4-06-384425-2           | ISBN 978-4-06-362177-8          | Atsuko Maeda     |
|      |                    |                                  |                                 |                  |
| 2    | 17. marts 2011     | ISBN 978-4-06-384465-8           | ISBN 978-4-06-362186-0          | Yuuko Ooshima    |
|      |                    |                                  |                                 |                  |
| 3    | 17. juni 2011      | ISBN 978-4-06-384511-2           | ISBN 978-4-06-362190-7          | Mayu Watanabe    |
|      |                    |                                  |                                 |                  |
| 4    | 16. september 2011 | ISBN 978-4-06-384554-9           | ISBN 978-4-06-362193-8          | Minami Takahashi |
|      |                    |                                  |                                 |                  |
| 5    | 17. november 2011  | ISBN 978-4-06-384586-0           | ISBN 978-4-06-362195-2          | Yuki Kashiwagi   |
|      |                    |                                  |                                 |                  |
| 6    | 17. januar 2012    | ISBN 978-4-06-384618-8           | ISBN 978-4-06-362201-0          | Mariko Shinoda   |
|      |                    |                                  |                                 |                  |
| 7    | 16. marts 2012     | ISBN 978-4-06-384648-5           | ISBN 978-4-06-362207-2          | Tomomi Itano     |
|      |                    |                                  |                                 |                  |
| 8    | 17. maj 2012       | ISBN 978-4-06-384676-8           | ISBN 978-4-06-362214-0          | Haruna Kojima    |
|      |                    |                                  |                                 |                  |
| 9    | 17. juli 2012      | ISBN 978-4-06-384709-3           | ISBN 978-4-06-362223-2          | Rino Sashihara   |
|      |                    |                                  |                                 |                  |
| 10   | 14. september 2012 | ISBN 978-4-06-384740-6           | ISBN 978-4-06-362231-7          | Sae Miyazawa     |
|      |                    |                                  |                                 |                  |
| 11   | 16. november 2012  | ISBN 978-4-06-384769-7           | ISBN 978-4-06-362236-2          | Minami Minegishi |
|      |                    |                                  |                                 |                  |
| 12   | 15. februar 2012   | ISBN 978-4-06-384816-8           | ISBN 978-4-06-362241-6          | Jurina Matsui    |
|      |                    |                                  |                                 |                  |
| 13   | 17. april 2013     | ISBN 978-4-06-384849-6           | ISBN 978-4-06-362245-4          | Rena Matsui      |
|      |                    |                                  |                                 |                  |
| 14   | 17. juni 2013      | ISBN 978-4-06-384881-6           | ISBN 978-4-06-362249-2          | Rie Kitahara     |
|      |                    |                                  |                                 |                  |
| 15   | 16. august 2013    | ISBN 978-4-06-394914-8           | ISBN 978-4-06-362255-3          | Haruka Shimazaki |
|      |                    |                                  |                                 |                  |
| 16   | 17. oktober 2013   | ISBN 978-4-06-394945-2           | ISBN 978-4-06-362259-1          | Yui Yokoyama     |
|      |                    |                                  |                                 |                  |
| 17   | 17. december 2013  | ISBN 978-4-06-394985-8           | ISBN 978-4-06-362263-8          | Sayaka Yamamoto  |
|      |                    |                                  |                                 |                  |
| 18   | 17. februar 2014   | ISBN 978-4-06-395010-6           | ISBN 978-4-06-362269-0          | Miyuki Watanabe  |
|      |                    |                                  |                                 |                  |
| 19   | 17. april 2014     | ISBN 978-4-06-395053-3           | ISBN 978-4-06-362270-6          | Mayu Ogasawara   |
|      |                    |                                  |                                 |                  |
| 20   | 17. juni 2014      | ISBN 978-4-06-395106-6           | ISBN 978-4-06-362273-7          | Nana Yamada      |
|      |                    |                                  |                                 |                  |
| 21   | 17. september 2014 | ISBN 978-4-06-395189-9           | ISBN 978-4-06-362279-9          | Akari Suda       |
|      |                    |                                  |                                 |                  |
| 22   | 17. november 2014  | ISBN 978-4-06-395245-2           | ISBN 978-4-06-362283-6          | Haruka Kodama    |
|      |                    |                                  |                                 |                  |
| 23   | 17. februar 2015   | ISBN 978-4-06-395291-9           | ISBN 978-4-06-362285-0          | Rina Kawaei      |
|      |                    |                                  |                                 |                  |
| 24   | 17. april 2015     | ISBN 978-4-06-395373-2           | ISBN 978-4-06-362291-1          | Sakura Miyawaki  |
|      |                    |                                  |                                 |                  |
| 25   | 17. juni 2015      | ISBN 978-4-06-395417-3           | ISBN 978-4-06-362297-3          | Ria Arisu        |
|      |                    |                                  |                                 |                  |
| 26   | 17. september 2015 | ISBN 978-4-06-395487-6           | ISBN 978-4-06-362305-5          | Haruko Mizuno    |
|      |                    |                                  |                                 |                  |
| 27   | 17. november 2015  | ISBN 978-4-06-395537-8           | ISBN 978-4-06-362312-3          | Ai Okabe         |
|      |                    |                                  |                                 |                  |
| 28   | 15. januar 2016    | ISBN 978-4-06-395582-8           | ISBN 978-4-06-362320-8          | Hiroko Yoshinaga |
|      |                    |                                  |                                 |                  |
| 29   | 17. marts 2016     | ISBN 978-4-06-395624-5           | ISBN 978-4-06-362323-9          | Minori Urakawa   |
|      |                    |                                  |                                 |                  |

## Musical
De første fem bind af mangaen blev omsat til en musical, der blev instrueret af Kayano Isamu, og som blev spillet fra 11. til 16. september 2014 på AiiA Theater i Tokyo. Forskellige medlemmer af AKB48 og dets søstergruppen blev castet til musicalen, idet hovedrollen som Minoru Urayama/Minori Urakawa blev spillet af Sae Miyazawa, der er leder af SKE48's team S og tidligere medlem af AKB48. Rollen som Hiroko Yoshinaga blev delt mellem AKB48-medlemmerne Nana Oowada og Mako Kojima, mens Ai Okabe blev spillet af Akari Suda fra SKE48. 10. januar 2015 blev det annonceret, at en anden udgave af musicalen ville blive opført i marts i Nagoya, denne gang med skuespillere udelukkende valgt blandt søstergruppen SKE48. Hovedrollen som Minoru Urayama/Minori Urakawa blev spillet af Nao Furuhata, Ai Okabe blev spillet af Akane Takayanagi, og Ryoha Kitagawa og Ami Miyamae delte rollen som Hiroko Yoshinaga.